# Cris Morena
María Cristina De Giacomi, ismertebb nevén Cris Morena (Buenos Aires, 1956. augusztus 23. –) argentin színész, műsorvezető, producer, zeneszerző és író.

## Színészi pályája
Pályája nagyon jellegzetesen indult: tizenhét éves korában fényképész szomszédja felajánlotta neki, hogy modellként dolgozzon. Idővel beválogatták a Vol Tops csapatába, ahol megismerkedett Gustavo Yankelevichcsel, aki később a férje lett. Huszonnégy évig tartó házasságukból két gyerekük, Romina és Tomás született. Gyerekei születése után egy időre vissza is vonult a művészeti élettől, majd visszatérése után színházi előadásokban és a Dulce Fugitiva („Mulandó báj”) című tévésorozatban játszott. Ez utóbbiban Laura Morena szerepét alakította, amely később a művésznevévé vált.

## Zenei pályája
Cris Morena zeneszerzőként 1980-ban debütált. Többek között Silvana Di Lorenzo, Sergio Denis, Sandra Mihanovich, Flavia Palmiero és Maria de Graça „Xuxa” Meneghel előadóművészek, valamint az Indiscreciones („Visszaélések”), a Ritmo de la Noche („Az éj ritmusa”), a Mi familia es un dibujo („A családom egy csoda”), a Brigada Cola, a Jugate conmigo („Játssz velem”), a Verano del '98 („1998 nyara”), a Cebollitas („Hagymácskák”) a Chiquititas („Apróságok”), a Rebelde Way, a Chiquititas. Rincón de Luz („Apróságok. A napos sarok”), a Floricienta („Csacska angyal”) és az Alma pirata („Kalózlélek”) című – többnyire tévés – produkciókhoz szerzett zenét.

## A Cris Morena Group

### Előzményei
Cris Morena azután kezdett televíziós műsorok gyártásába, hogy a Jugate conmigo forgatását befejezte. Első sikere egy gyermekeknek szóló sorozat, a Chiquititas volt, amelynek főszerepét az első változatában a lánya, Romina Yan játszotta. A művet hat évadon keresztül színházban is játszották, ahol 1 200 000 nézője lett, dalaival pedig számos platinalemezt nyert. A népszerű Chiquititast a világ több országában, így Izraelben, Törökországban, Chilében, Uruguayban, Paraguayban, Ecuadorban és Peruban vetítették, Mexikóban és Brazíliában pedig a sorozatot Cris Morena saját változatában sugározták.

### Működése
2002-ben már saját cége, a Cris Morena Group és Yair Dori együttműködéséből született a Rebelde Way című, immár felnőtteknek és fiataloknak szóló szappanopera, amely olyan kérdéseket boncolgatott, mint az anorexia, a bulímia vagy a kábítószerek. A sorozat főszereplőit – Luisana Lopilatót, Benjamín Rojast, Felipe Colombót és Camila Bordonabát – tömörítő Erreway nevű zenekara számára előadói estet szervezett a Gran Rex Színházban, ami egyébként olyannyira sikeres együttes volt, hogy még Izraelbe is eljutottak vele. A zenekar pályája az Erreway: Cuatro caminos („Erreway: Négy út”) című filmmel csúcsosodott ki.
2003-ban belekezdett a Chiquititas. Rincón de Luz („Apróságok. A napos sarok”) című sorozatba, ami alapvetően a Chiquititas folytatása volt, bár feltűntek benne új szereplők, a főszereplő pedig Soledad Pastorutti énekesnő és Guido Kaczka színész lett. A Rincón de Luz keretében egy tizenkét számot tartalmazó cédét is készítettek.
Ugyanennek az évnek a végén belekezdett a Jugate conmigo („Játssz velem”) című produkciója előkészületeibe, ami azonban anyagi okokból végül nem valósult meg.
2004-ben egy új szappanoperával, a „Csacska angyal”-lal (Floricienta) jelentkezett a Canal 13 nevű tévéadón, amelyben a főszerepeket Florencia Bertotti, Benjamín Rojas és Juan Gil Navarro játszotta, akit a második széria idején Fabio Di Tomasso váltott föl. A sorozat világszerte nagy sikereket ért el, és az értékesítéséből jelentős bevétel származott. Színházi változatát két évadon keresztül játszották, 2005-ben, 2006-ban, 2007-ben pedig zenés latin-amerikai és izraeli turnét szerveztek köré, amely megtöltötte a stadionokat. Szintén 2005-ben a Televisa nevű mexikói tévétársaság megvette a Rebelde Way jogait, hogy abból elkészítse saját sorozatát, a Rebeldét, mely annyira sikeres lett, hogy elődjét jócskán túlszárnyalta, főként, hogy még az USA-ban is óriási hírnevet szereztek.
2005-ben első „sitcom”-jával, a fia, Tomás Yankelevich által rendezett Amor mío („Kedvesem”) című vígjátéksorozattal tért vissza a Telefé képernyőire, amelyben a főszerepeket lánya, Romina Yan, valamint Damián De Santo játszotta.
2006-ban a Chiquititas újabb sorozatát állította a képernyőre, ezúttal Jorgelina Aruzzi főszereplésével, és olyan új fiatal szereplőkkel, mint Mariana Esposito vagy Stefano de Gregorio. Mint mindig, a téli szünetben most is megrendezték a sorozat színpadi változatát a Gran Rex Színházban. Ezen kívül ugyanebben az évben indította meg az Alma pirata („Kalózlélek”) című sorozatot a Telefe este hét órai műsorsávjában, olyan, hazájukban ismert fiatal színészekkel, mint Benjamín Rojas, Isabel Macedo, Nicolás Vázquez, Luisana Lopilato, Fabián Mazzei és Elsa Pinilla. A kalandfilmsorozat zenéjét is Cris Morena szerezte.
2007-ben bemutatták Cris Morena új vígjátéksorozatát, az Amor mío-ból kinőtt Casi ángeles („Majdnem angyalok”) című telenovellát, amelynek a zenéjét a sorozat saját zenekara, a főszereplőkből álló Teen Angels adja elő.
A Cris Morena Group alkotásait nagy sikerrel sugározták az egész világon, több országban újabb teleregényeket forgattak a sorozatai alapján: Mexikóban a Rebelde Wayből a Rebeldét, Brazíliában, Portugáliában, Chilében, Mexikóban és Kolumbiában pedig a Floribella című sorozat alapján forgattak új szappanoperákat. Mexikóban egy harmadik sorozata, a Csacska angyal utángyártását is elkészítették, Lola, érase una vez („Volt egyszer egy Lola”) címmel. Eközben az Amor mío című sorozat mintájára – ugyanezzel a címmel – a mexikói Televisával való együttműködésben 2006–2007-ben is leforgattak egy sorozatot, amelyet Argentínában készítettek mexikói színészekkel, és amelyet nagy sikerrel sugároznak Mexikó első számú tévécsatornáján. Mindemellett pedig a Rebelde Way indiai változatát is elkezdték gyártani, Remix címmel.

### Tehetségkutatói munkája
Cris Morena számos új fiatal színészt fedezett fel, akiket sorozatról sorozatra szerepeltetett, és ezzel vitathatatlan érdemeket szerzett a világ televíziózásában.
A Chiquititas és a Casi angeles Magyarországon nem látható de nagyon sok gyerek és tini ismeri. Számos oldalakat is szerkesztenek argentin kedvenceikről.